# John Davies (critique)
Pour les articles homonymes, voir John Davies et Davies.
John Davies, critique anglais, né à Londres en 1679, mort en 1732.

## Biographie
Il fut ministre à Fen Ditton près de Cambridge, puis chanoine d'Ely, et devint en 1717 chef du Queens' College à Cambridge.

## Œuvres
On a de lui :
- des éditions estimées de Jules César et de Maxime de Tyr, 1706

mais il est surtout connu par ses travaux sur les ouvrages philosophiques de Cicéron.
On lui doit :
- les Tusculanes, Cambridge, 1709 ;
- De Finibus, 1715 ;
- De Natura Deorum, 1718 ;
- les  Académiques, 1725 ; De Legibus, 1727.

## Source
Cet article comprend des extraits du Dictionnaire Bouillet. Il est possible de supprimer cette indication, si le texte reflète le savoir actuel sur ce thème, si les sources sont citées, s'il satisfait aux exigences linguistiques actuelles et s'il ne contient pas de propos qui vont à l'encontre des règles de neutralité de Wikipédia.